# Arumatia dubia
Arumatia dubia is een wandelende tak uit de familie Diapheromeridae. De wetenschappelijke naam van deze soort is voor het eerst voorgesteld als Bacunculus dubius door Andrew Nelson Caudell in een publicatie uit 1904.
De soort komt in vrijwel het gehele neotropisch gebied voor met uitzondering van Mexico.